# Lame demi-onde
Cet article court présente un sujet plus développé dans : lame à retard.
Une lame demi-onde est un type de lame à retard, un instrument d'optique permettant de modifier l'état de polarisation de la lumière. Les lames demi-onde sont des lames à faces parallèles fabriquées dans un matériau biréfringent qui permettent d'introduire un retard de phase de la lumière de λ/2 entre les deux axes de biréfringence dits axe lent et axe rapide. Une telle lame comme toute lame à retard de phase est spécifiquement adaptée à une onde monochromatique donnée.
Les lames ½-onde sont les plus répandues des lames à retard. Le retard induit, d'une demi-onde, permet pour une onde lumineuse polarisée selon un angle θ par rapport à l'axe lent d'obtenir une rotation du plan de polarisation de 2θ, puisque la composante sortante selon l'axe lent est en opposition de phase avec la composante entrante.
Une lame demi-onde est souvent utilisée à 45 degrés d'un polariseur rectiligne pour obtenir une polarisation croisée. L'ajout d'un analyseur dans la direction du polariseur entraîne alors une extinction.

## Formalisme de Jones
Dans le formalisme de Jones, la matrice associée à la lame demi-onde est 
{\displaystyle {\begin{pmatrix}-i&0\\0&i\end{pmatrix}}}
pour un axe rapide horizontal. 